# Jelcz PR100
Der Jelcz PR100 ist ein Stadtlinienbus von Jelczańskie Zakłady Samochodowe in Hochflurbauweise, der von 1972 bis 1975 serienmäßig gebaut wurde. Er wurde im Rahmen eines Lizenzvertrags mit dem französischen Hersteller Berliet produziert.

## Geschichte
Am 14. Januar 1972 verabschiedete das Ministerratspräsidium der Volksrepublik Polen einen Beschluss, wonach in naher Zukunft mit der Produktion neuer Busse mit großer Kapazität begonnen werden sollte. Polnische Forschungseinrichtungen begannen mit der Entwicklung eines Konzepts für den Bau eines solchen Busses unter Verwendung verfügbarer inländischer Teile. Gemäß den Entwürfen sollte der Bus eine Länge von 11 oder 12 Metern haben. Nach einer Analyse der Möglichkeiten wurde beschlossen, das Fahrzeug unter ausländischer Lizenz zu produzieren. Es wurde erwogen, Lizenzen aus der Tschechoslowakei (Karosa) oder Ungarn (Ikarus) zu erwerben, was aus politischer Sicht damals eine neutrale Entscheidung gewesen wäre. Nach Tests verschiedener Marken in Warschau wurden die vorgeschlagenen Karosa ŠM 11 und Ikarus abgelehnt.
Im Juli 1972 wurde beschlossen, eine Lizenz aus dem Westblock zu erwerben. Polen erhielt Angebote von Fiat aus Italien, Klueckner-Humbold-Deutz aus der BRD, Leyland aus Vereinigten Königreich, Pegaso aus Spanien, Berliet aus Frankreich und Hino aus Japan. Nach Prüfung der Angebote wurden nur noch Verhandlungen über Lizenzen für Busse wie Leyland National, Leyland Worldmaster, Hino (mit genieteter Karosserie), Pegaso und Berliet PR100 mit einer Länge von 11,23 Metern geführt. Um die Kosten für die Einführung in die Serienproduktion und die Produktionskosten selbst zu senken, wurde der Einsatz eines inländischen Motors bevorzugt – des SW 680, der seit 1966 von WSK Mielec (unter Lizenz von Leyland) hergestellt wurde.
Letztendlich wurde beschlossen, einen Lizenzvertrag mit Berliet zu unterzeichnen – wahrscheinlich aufgrund der Ablehnung der anderen Hersteller, den Antrieb des Fahrzeugs auf einen polnischen zu ändern, sowie aufgrund der Versuche, das von französischen Kommunisten geführte, insolvente Unternehmen Berliet zu retten – also aus politischen Gründen. Das japanische Angebot wurde hingegen von Polen aufgrund der genieteten Karosserie abgelehnt. Das Modell Jelcz PR100 ging in Produktion.
Der Prototyp entstand 1972. Im selben Jahr wurden 20 Fahrzeuge aus französischen Teilen gebaut. In den folgenden Jahren der Serienproduktion wurden zunehmend mehr polnische Teile verwendet.
Der Jelcz PR100 hat sich jedoch nicht bewährt. Er bot Platz für 97 Personen, und der Ein- und Ausstieg der Fahrgäste wurde durch zwei Türen erschwert. Deshalb wurde in Frankreich mit der Modernisierung des PR100 begonnen. Der Schwerpunkt der Umgestaltung lag auf dem Einbau einer dritten Tür und der gleichzeitigen Verlängerung des Fahrzeugs. Der direkte Nachfolger war der ab 1990 hergestellte PR110.